# Kiyonobu Okajima
Kiyonobu Okajima (Tokyo, 30 juni 1971) is een voormalig Japans voetballer.

## Carrière
Kiyonobu Okajima speelde tussen 1994 en 1997 voor Urawa Reds en Tokyo Gas.

## Statistieken
| Japan   | Japan      | Japan           | League | League | Emperor's Cup | Emperor's Cup | J-League Cup | J-League Cup | Totaal | Totaal |
| Seizoen | Club       | League          | Wed.   | Goals  | Wed.          | Goals         | Wed.         | Goals        | Wed.   | Goals  |
| ------- | ---------- | --------------- | ------ | ------ | ------------- | ------------- | ------------ | ------------ | ------ | ------ |
| 1994    | Urawa Reds | J. League 1     | 8      | 0      | 0             | 0             | 0            | 0            | 8      | 0      |
| 1995    | Urawa Reds | J. League 1     | 0      | 0      | 0             | 0             | -            | -            | 0      | 0      |
| 1995    | Tokyo Gas  | Football League | 15     | 1      | 1             | 0             | -            | -            | 16     | 1      |
| 1996    | Tokyo Gas  | Football League | 26     | 3      | 3             | 0             | -            | -            | 29     | 3      |
| 1997    | Tokyo Gas  | Football League | 19     | 3      | 6             | 1             | -            | -            | 25     | 4      |
| Totaal  | Totaal     | Totaal          | 68     | 7      | 10            | 1             | 0            | 0            | 78     | 8      |